# Hoffmannluiaard
De Hoffmannluiaard (Choloepus hoffmanni) is een zoogdier uit de familie van de tweevingerige luiaards (Choloepodidae). De wetenschappelijke naam van de soort werd voor het eerst geldig gepubliceerd door Wilhelm Peters in 1858.

## Kenmerken
De dieren kunnen 50 tot 75 centimeter lang worden en ongeveer zes kilo zwaar. De Hoffmannluiaard heeft maar zes halswervels. Daarin is hij samen met de lamantijn uniek als zoogdier. 

## Leefwijze
Ze leven in bomen en eten voornamelijk bladeren, maar daarnaast ook vruchten, insecten, kadavers en kleine hagedissen.

## Verspreiding
De habitat van de Hoffmannluiaard strekt zich uit over Midden-Amerika en Zuid-Amerika. Het verspreidingsgebied is verdeeld in twee afzonderlijke populaties. De noordelijke populatie strekt zich uit van het zuiden van Honduras, via Nicaragua, Costa Rica, Panama, Colombia tot het westen van Venezuela en het noorden van Ecuador. De zuidelijke populatie bevindt zich in het oosten van Peru, het noorden van Bolivia en het westen van Brazilië.